# Josep Maria Canalias Balletbó
Josep Maria Canalias Balletbó (El Prat de Llobregat, Baix Llobregat, 26 de juny de 1951 - 9 d'octubre de 2023) va ser un periodista català.
Format a la Universitat Pompeu Fabra, va exercir com a corresponsal per al diari El Correo Catalán. L'any 1977 va ser un dels fundadors de Delta, periòdic independent del Prat de Llobregat i una de les publicacions deganes del Baix Llobregat, del qual, durant els darrers vint anys, fou el director. Canalias va formar part de l'equip fundador d'aquesta capçalera, al costat de Pere Azuara, Pere Baltà, Jaume Codina, Miquel Domènech, Alfredo García, Jaume Monés, Jordi Oliva, Daniel Jorge Prat, Jordi Ribas, Ignasi Ribas i Ramon Roigé.
Canalias també va ser tertulià del programa radiofònic de l'emissora local El Prat Ràdio, 'Planeta Prat' i del programa metropolità 'Connectats' de La Xarxa de la Diputació de Barcelona. L'any 2013 va rebre el 'premi Ciutat del Prat' en reconeixement del seu dilatat compromís amb el periodisme local i la seva difusió de l'activitat política, social i cultural del municipi.